# 대전관저중학교
대전관저중학교(大田關雎中學校)는 대한민국 대전광역시 서구 관저동에 있는 공립 중학교이다.

## 학교 연혁
- 1998년 2월 16일 : 대전관저중학교 설립인가
- 1998년 3월 5일 : 개교 및 제1회 입학식(5학급 197명)
- 2024년 1월 5일 : 제26회 졸업식(졸업생 232명, 총 졸업생 7,315명)
- 2024년 3월 1일 : 제11대 서명이 교장 부임
- 2024년 3월 4일 : 입학식(10학급 292명)

## 참고 자료
- 대전관저중학교 - 한국교육학술정보원 학교알리미